# Hominy
Hominy és una ciutat dels Estats Units a l'estat d'Oklahoma. Segons el cens del 2000 tenia 2.584 habitants.

## Demografia
Segons el cens del 2000, Hominy tenia 2.584 habitants, 1.021 habitatges, i 671 famílies. La densitat de població era de 503,9 habitants per km².
Dels 1.021 habitatges en un 33,5% hi vivien nens de menys de 18 anys, en un 45,7% hi vivien parelles casades, en un 15,2% dones solteres, i en un 34,2% no eren unitats familiars. En el 29,6% dels habitatges hi vivien persones soles el 15,1% de les quals corresponia a persones de 65 anys o més que vivien soles. El nombre mitjà de persones vivint en cada habitatge era de 2,5 i el nombre mitjà de persones que vivien en cada família era de 3,1.
Per edats la població es repartia de la següent manera: un 29,5% tenia menys de 18 anys, un 8,7% entre 18 i 24, un 24,7% entre 25 i 44, un 20,9% de 45 a 60 i un 16,2% 65 anys o més.
L'edat mediana era de 36 anys. Per cada 100 dones de 18 o més anys hi havia 84,5 homes.
La renda mediana per habitatge era de 24.211 $ i la renda mediana per família de 27.578 $. Els homes tenien una renda mediana de 25.476 $ mentre que les dones 22.073 $. La renda per capita de la població era de 13.073 $. Entorn del 19% de les famílies i el 22,7% de la població estaven per davall del llindar de pobresa.

## Poblacions més properes
El següent diagrama mostra les poblacions més properes.